# Шморанц, Франтишек (старший)
Франтишек Шморанц (старший) (чеш. František Schmoranz starší; 28 декабря 1814, Бела близ Рихнов-над-Кнежноу, Богемия, Австрийская империя — 4 апреля 1902, Слатиняни, Австро-Венгрия) — чешский архитектор и реставратор второй половины XX века. Почëтный гражданин г. Хрудима.

## Биография
В Кутна-Гора получил специальность строителя. В 1836 году окончил Венскую академию. С 1837 жил в г. Слатиняни. В 1844—1871 работал на строительстве жилых домов в г. Хрудим. Занимался реставрацией Хрудима. Внес значительный вклад в восстановление города, после разрушенного пожара 1850 года. Помимо реконструкции главного храма в Хрудиме в 1857—1879 и костëлов Св. Екатерины, Св. Михаила и Воздвижения Святого Креста, перестроил хрудимский театр, городскую больницу, ряд хозяйственных построек, построил нескольких школ, спроектировал и построил здание окружного суда и двух мостов через реку Хрудимка.
С 1853 года — региональный реставратор (консерватор) Центральной Венской комиссии по защите памятников архитектуры. В январе 1889 стал почëтным гражданином города Хрудим.
При создании архитектурных проектов следовал традициям неоготики, позже — представитель пуризма в архитектуре.
Реконструировал ряд старинных замков, исторических и культовых сооружений Чехии, среди которых:
- Замок Жлеби,
- Замок Конопиште
- Готический кафедральный собор Святого Духа (XIV—XV вв.) в Градец-Кралове, где был похоронен Ян Жижка, предводитель войска гуситов.
- Костëл Вознесения Девы Марии (1857—1879) в Хрудиме
- Костёл Святого Иакова Большего в Поличке (внесен в Список национальных памятников культуры Чешской Республики).
- Зеленые ворота, оставшиеся от городских укреплений г. Пардубице
- Костёл Вознесения Девы Марии в г. Польна.

## Семья
Отец четырех сыновей:
- Франтишека Шморанца (младшего) (1845—1892), архитектора, педагога, первого директора Высшей школы прикладного искусства в Праге.
- Йозефа Шморанца[чеш.], живописца, декоратора и педагога.
- Густава Шморанца (1858—1930), театрального деятеля, режиссёра, писателя, переводчика, художника, директора Национального театра в Праге.
- Яна Шморанца[чеш.], продолжившего дело отца.

## Объекты реставрации Ф. Шморанца

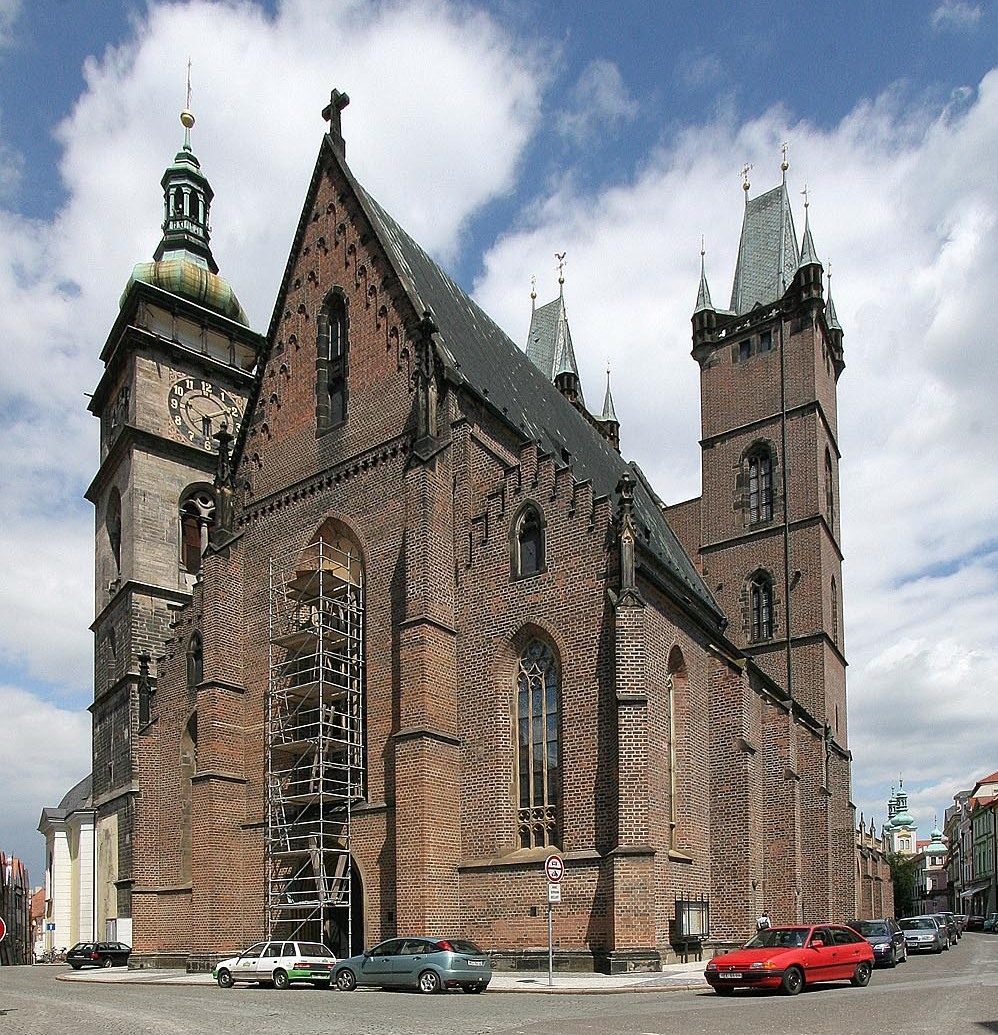
Кафедральный собор Св. Духа в Градец-Кралове
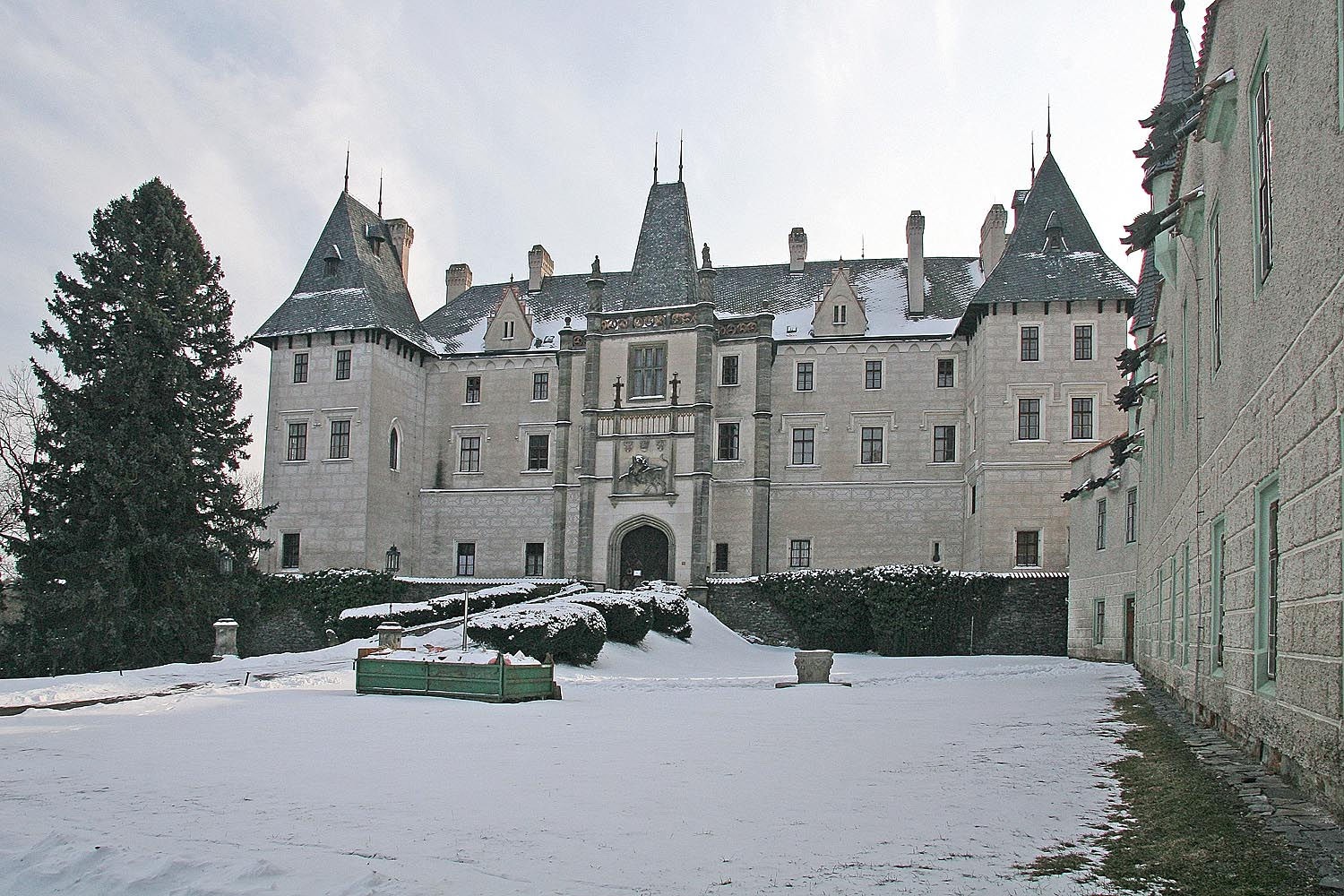
Замок Жлеби
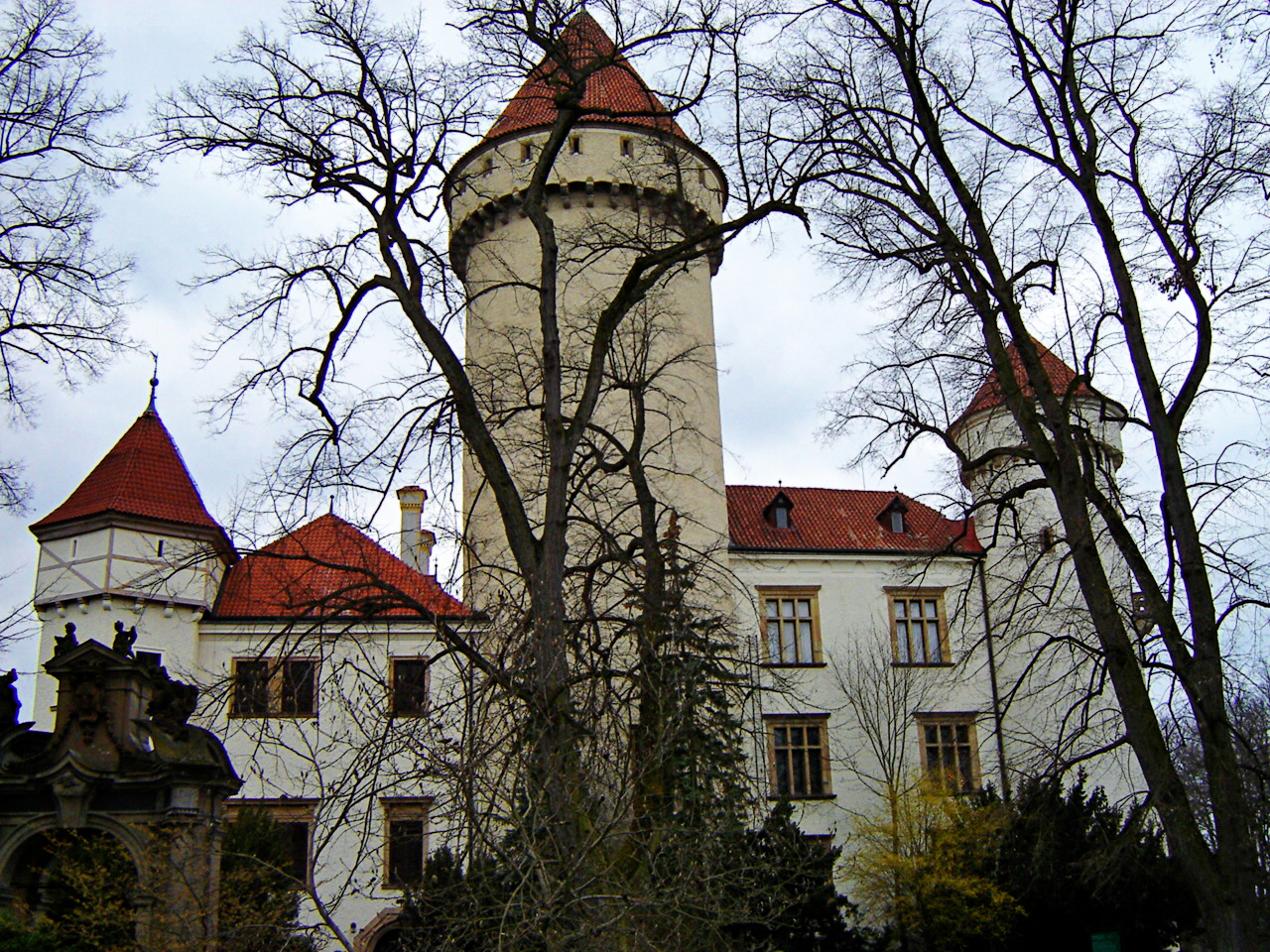
Замок Конопиште
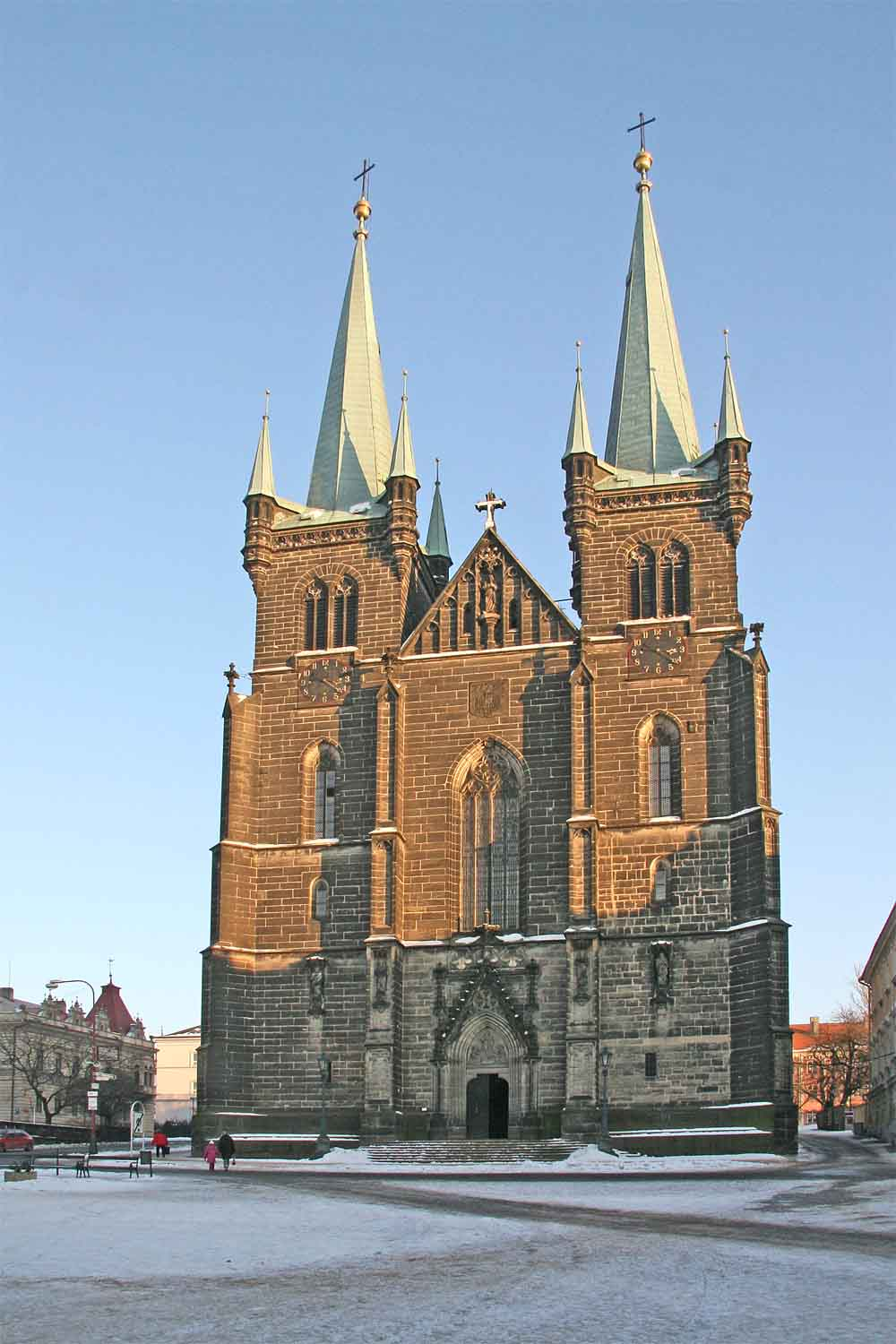
Костëл Вознесения Девы Марии (1857—1879) в Хрудиме
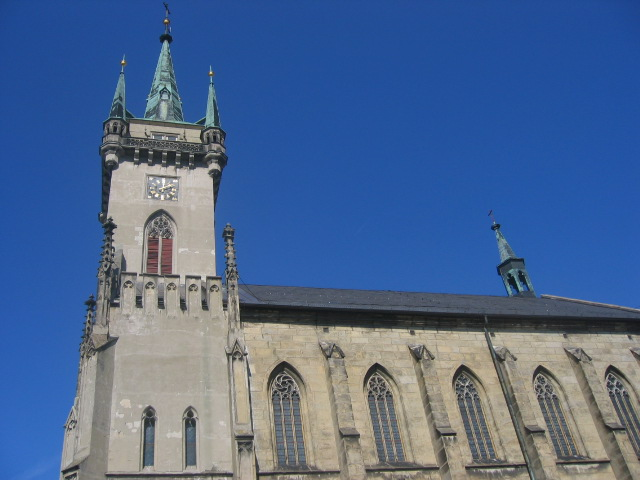
Костёл Святого Иакова Большего в Поличке
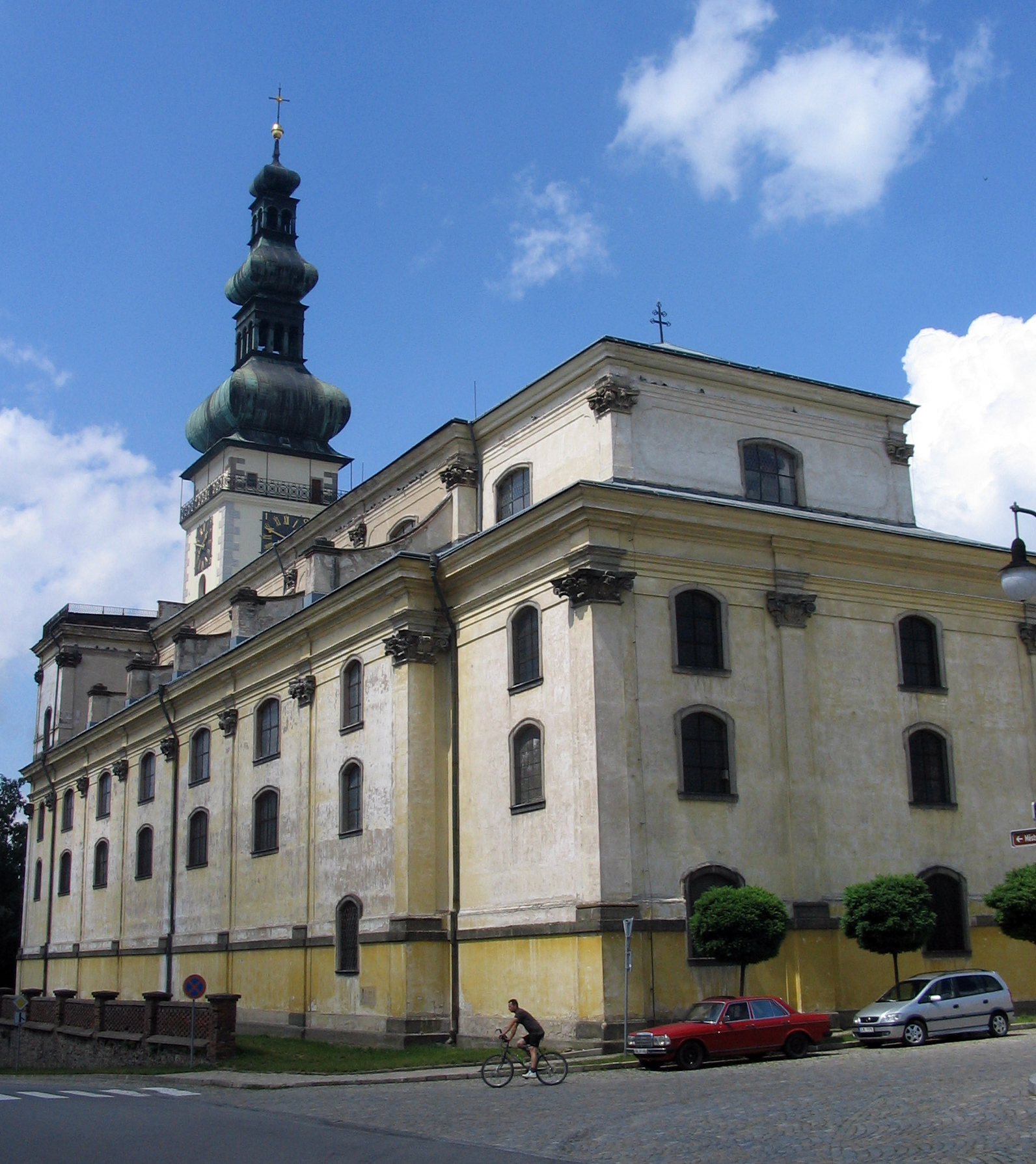
Костёл Вознесения Девы Марии (1700-1707) в г. Польна